# Pulau Bulan
Pulau Bulan är en ö i Indonesien.   Den ligger i provinsen Kepulauan Riau, i den västra delen av landet, 900 km norr om huvudstaden Jakarta. Arean är 100 kvadratkilometer.
Terrängen på Pulau Bulan är platt. Öns högsta punkt är 192 meter över havet. Den sträcker sig 14,4 kilometer i nord-sydlig riktning, och 15,9 kilometer i öst-västlig riktning.  I omgivningarna runt Pulau Bulan växer i huvudsak städsegrön lövskog.